# كالغاري فليمز
كالغاري فليمز (بالإنجليزية: Calgary Flames)‏ هو فريق هوكي جليد كندي محترف يلعب في شعبة المحيط الهادئ من القسم الغربي في دوري الهوكي الوطني (NHL). حاز على كأس ستانلي مرة واحدة عام 1989.